# الشعاب (عمران)
الشعاب هي إحدى قرى الجمهورية اليمنية. وهي تتبع جغرافيًا لمحافظة عمران. وإداريًا لمديرية العشة. يبلغ تعداد سكانها 1336 نسمة حسب الإحصاء الذي جرى عام 2004.